# 데이터그램 전송 계층 보안
데이터그램 전송 계층 보안(Datagram Transport Layer Security, 데이터그램 트랜스포트 레이어 시큐리티, DTLS)은 감청, 변조 또는 메시지 위조를 방지하도록 설계된 방식으로 통신할 수 있도록 하여 데이터그램 기반 응용 프로그램에 보안을 제공하는 통신 프로토콜이다. DTLS 프로토콜은 스트림 지향 TLS(전송 계층 보안) 프로토콜을 기반으로 하며 유사한 보안 보장을 제공하기 위한 것이다. DTLS 프로토콜 데이터그램은 기본 전송의 의미를 보존한다. 응용 프로그램은 스트림 프로토콜과 관련된 지연을 겪지 않지만 UDP 또는 SCTP를 사용하기 때문에 응용 프로그램은 패킷 재정렬, 데이터그램 손실 및 DTLS보다 큰 데이터를 처리해야 한다. 데이터그램 네트워크 패킷의 크기. DTLS는 TCP가 아닌 UDP 또는 SCTP를 사용하기 때문에 VPN 터널을 생성하는 데 사용될 때 "TCP 멜트다운 문제"를 방지한다.

## 정의
다음 문서는 DTLS를 정의한다.
- UDP(사용자 데이터그램 프로토콜)와 함께 사용하기 위한 RFC 9147,
- DCCP(데이터그램 혼잡 제어 프로토콜)와 함께 사용하기 위한 RFC 5238,
- CAPWAP(무선 액세스 포인트 제어 및 프로비저닝)과 함께 사용하기 위한 RFC 5415,
- SCTP(스트림 제어 전송 프로토콜) 캡슐화와 함께 사용하기 위한 RFC 6083,
- SRTP(Secure Real-time Transport Control)와 함께 사용하기 위한 RFC 5764는 이후 SRTCP(Secure Real-Time Transport Control Protocol)가 포함된 초안에서 DTLS-SRTP로 불린다.[6]

DTLS 1.0은 TLS 1.1을 기반으로 하고, DTLS 1.2는 TLS 1.2를 기반으로 하며, DTLS 1.3은 TLS 1.3을 기반으로 한다. 버전 번호를 TLS와 조화시키기 위해 이 버전 번호를 건너뛰었기 때문에 DTLS 1.1은 없다. 이전 DTLS 버전과 마찬가지로 DTLS 1.3은 "주문 보호/재생 불가능성을 제외하고 [TLS 1.3과] 동등한 보안 보장"을 제공하기 위한 것이다.

## 같이 보기
- QUIC
- 와이어가드